# La Dolores
La Dolores is een plaats (comunidad) in de Amerikaanse vrijstaat Puerto Rico en valt bestuurlijk gezien onder gemeente Río Grande.

## Demografie
Bij de volkstelling in 2000 werd het aantal inwoners vastgesteld op 3534.

## Geografie
Volgens het United States Census Bureau beslaat de plaats een oppervlakte van
1,7 km², geheel bestaande uit land.

## Plaatsen in de nabije omgeving
De onderstaande figuur toont nabijgelegen plaatsen in een straal van 36 km rond La Dolores.